# Taor (ort)
Taor (makedonska: Таор) är en ort i Nordmakedonien. Den ligger i kommunen Zelenikovo, i den centrala delen av landet, 18 kilometer sydost om huvudstaden Skopje. Taor ligger 249 meter över havet och antalet invånare är 138.